# Lycopodium obscurum
El Lycopodium obscurum, comúnmente llamado licopodio raro, pino molido, pino príncipe o pino princesa, es una especie de la familia de las Lycopodiaceae. Es un pariente cercano de otros tipos de licopodio como L. dendroideum y L. hickeyi. Es nativa del este de los Estados Unidos y del sureste de Canadá, desde Georgia hasta Minnesota y Nueva Escocia. Crece en el sotobosque de bosques templados de coníferas y caducifolios, donde se involucra en la sucesión secundaria serial, creciendo en colonias clonales algunos años después de que se ha producido la perturbación. También se ha encontrado en Japón, Taiwán, Corea, el Lejano Oriente ruso y el noreste de China.

## Descripción
El Lycopodium obscurum es conocido por el parecido superficial de su esporófito con varias coníferas. Sin embargo, sus partes sobre el suelo rara vez miden más de 15 cm (6 pulgadas) de alto. Su tallo principal es en realidad un rizoma subterráneo y rastrero, que crece a unos 6 cm (2,4 pulgadas) bajo tierra. Varios brotes aéreos se ramifican del rizoma, que también se ramifica dicotómicamente varias veces, dando a L. obscurum su aspecto distintivo. Los brotes fértiles poseen estróbilos sésiles, que se encuentran en la parte superior de sus ejes principales y a veces en las puntas de las ramas laterales dominantes. Las hojas son microfilos, cada una de las cuales contiene una sola vena y mide menos de 1 cm (0,4 pulgadas) de largo. Se forman dos tipos de microfilos, los trofilos verdes que cubren la mayoría de los brotes aéreos, y los esporófilos de color amarillo a bronceado que forman los estrobilos, y contienen los esporangios. L. obscurum se reproduce sexualmente a través de esporas y también por esquejes, a través de su rizoma.
El gametófito de L. obscurum es un protalo en forma de disco, que mide un promedio de 1,5 cm (0,6 pulgadas) de diámetro. Se asemeja mucho a otros gametófitos del género Lycopodium, por lo que no puede ser identificado por gametófito solo. Sin embargo, sería difícil hacerlo, ya que este tipo de gametófito crece solo bajo tierra, años después de que se haya producido una perturbación. Por lo tanto, el suelo compacto causado por el tráfico humano repetido perturbaría estas áreas, causando que las esporas de L. obscurum no germinen y que los gametófitos existentes sean dañados o muertos. 

## Identificación

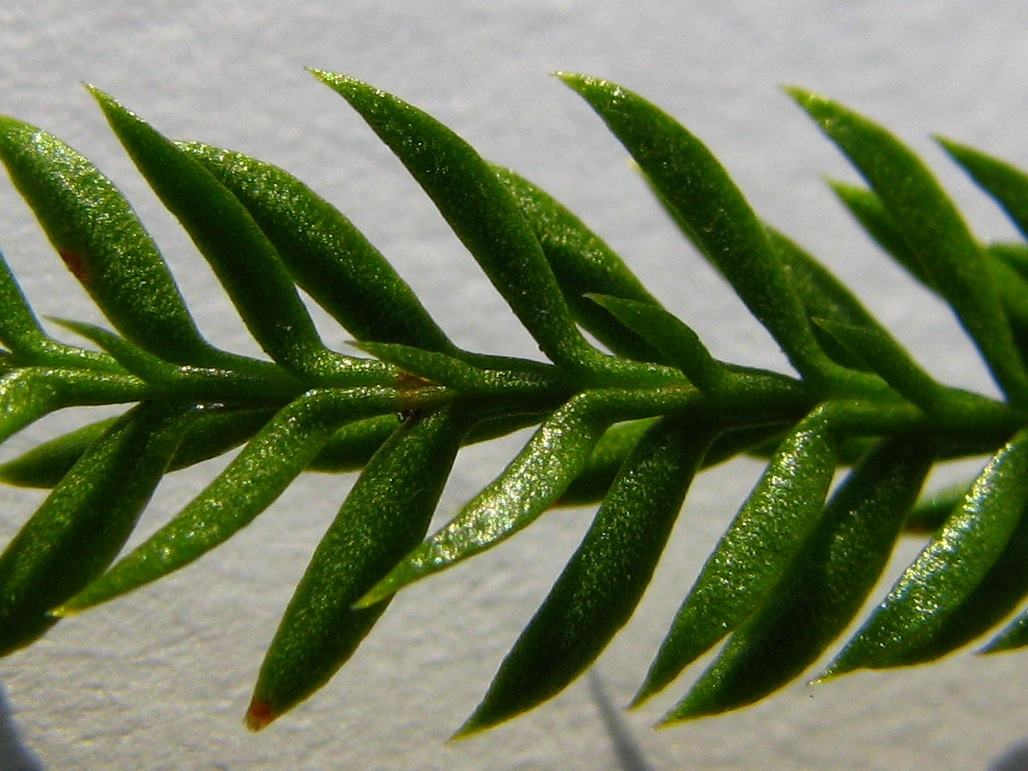
Detalle de la parte inferior de una rama lateral

La identificación de L. obscurum en estado silvestre puede ser difícil sin un estudio previo, ya que no solo es relativamente raro, sino que comparte gran parte de su morfología con L. dendroideum y L. hickeyi. Sin embargo, puede ser identificado a simple vista observando sus hojas. Debajo de su primera rama, los microfilos  de L. obscurum están fuertemente adheridos al eje, mientras que los de L. dendroideum están completamente esparcidos al suelo. Las hojas de las ramas laterales de L. dendroideum y L. hickeyi tienen una forma y distribución uniformes, mientras que en L. obscurum se presionan en el plano horizontal, siendo las hojas inferiores mucho más cortas que las demás.

## Patrón de crecimiento

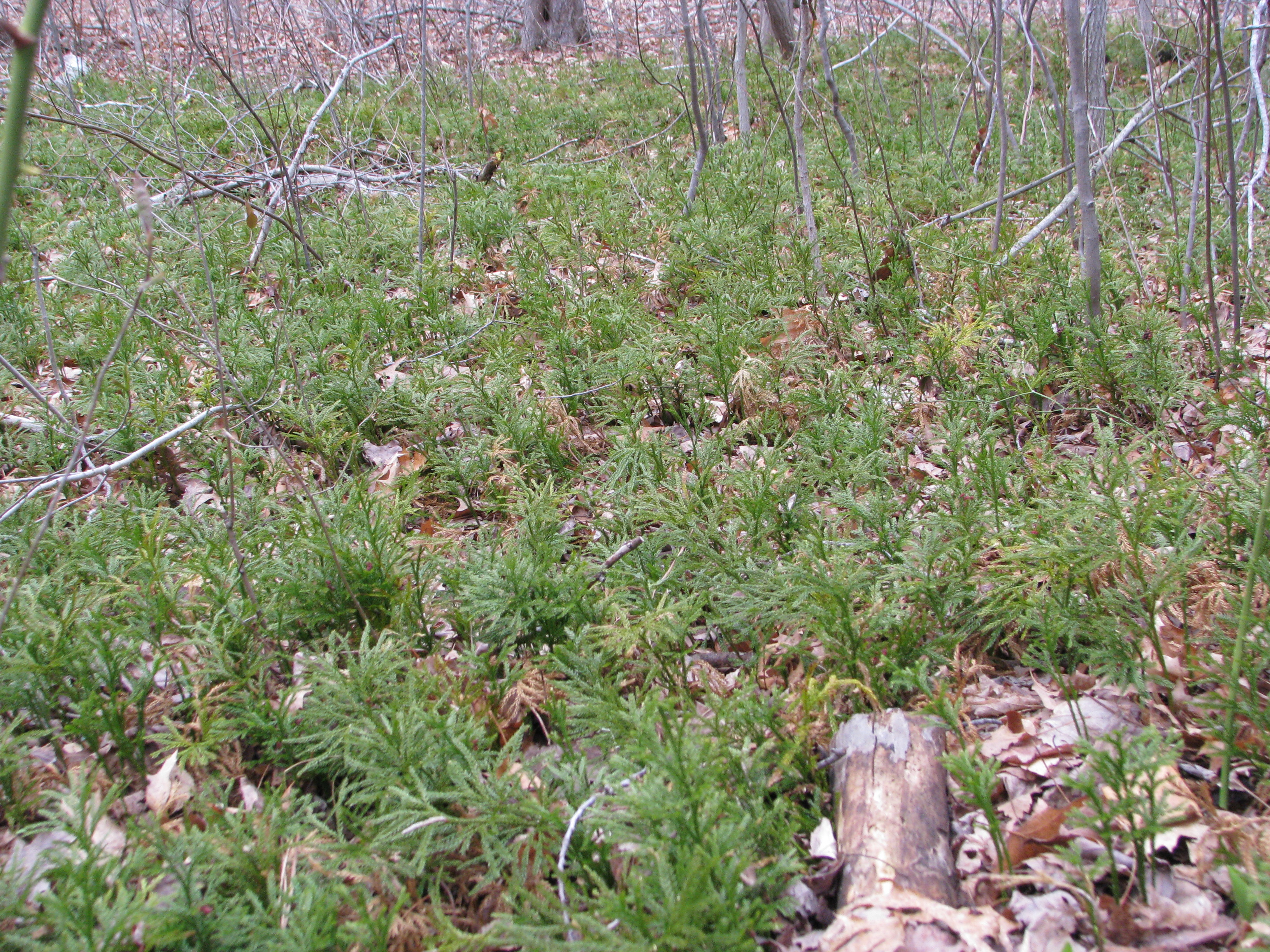
Una mata de Lycopodium obscurum

El rizoma de L. obscurum produce típicamente un solo brote vertical por año y crece en una sola dirección. Al principio de una temporada de crecimiento, el rizoma crece unos pocos centímetros y luego forma una rama a un ángulo de 90°, alternando los lados cada año, que se queda sólo milímetros de largo. Luego crece otro par de centímetros y luego se ramifica al mismo lado para formar un brote aéreo. La rama rizoma producida cada año es generalmente muy débil y muere al año siguiente, pero sirve como ápice rizoma de reserva, con el potencial de convertirse en un nuevo rizoma principal. Esto sucede si la planta es especialmente productiva, o más frecuentemente si la punta del rizoma principal está dañada para que no pueda crecer. Cuando se forma un nuevo rizoma principal, da un segundo giro de 90° para que crezca en la misma dirección que el rizoma del que proviene. Toda la ramificación subterránea ocurre paralela al suelo, por lo que los brotes verticales deben entonces orientarse adecuadamente para salir del suelo.
Cada año, un rizoma principal produce solo un brote aéreo, pero en el caso de una planta con múltiples rizomas principales se produce un nuevo brote a partir de cada uno. La edad de un brote corresponde a las capas de microfilas comprimidas en su tallo, causadas por la detención del crecimiento cada invierno, de la misma manera que se forman los anillos de los árboles. La morfología del brote también se puede utilizar para estimar sus edades. Los brotes del primer año no están ramificados y generalmente no penetran en la superficie del suelo. Los brotes de segundo año experimentan un crecimiento rápido, generalmente alcanzando cerca de su altura final, y formando varios sistemas de ramas laterales. La ramificación ocurre solo en el segundo y a veces tercer año. Los estróbilos se pueden formar tan pronto como la segunda estación de crecimiento, pero por lo general comienzan a producirse en la tercera. La producción de estróbilo puede continuar hasta el cuarto año, y los brotes mueren en el cuarto o quinto año.

## Usos y Conservación
Históricamente, L. obscurum ha sido recolectado del medio silvestre para su uso como verdura navideña para coronas, así como el uso de sus esporas para la pólvora destellante. Mientras que la pólvora destellante es ahora prácticamente obsoleta, la cosecha de L. obscurum ha provocado que se vea amenazada en varias áreas, lo que ha llevado a Indiana y Nueva York a declararla protegida por la ley estatal. Cuando se cosecha legalmente, se recomienda cortar los brotes usando tijeras para minimizar el daño del rizoma, alternar los sitios cada año, y seleccionar solamente individuos que posean estróbilos con esporofilos abiertos. Esto asegura que los brotes inmaduros no sean cosechados, y se permitirá un intento de reproducción.